# 제2 가산 공간
일반위상수학에서 제2 가산 공간(第二可算空間, 영어: second-countable space)은 가산 기저를 갖는 위상 공간이다.

## 정의
위상 공간 {\displaystyle X}의 무게(영어: weight) {\displaystyle \operatorname {wt} (X)}는 {\displaystyle X}의 기저들의 집합의 크기 가운데 최소인 기수이다. (기수의 전순서는 정렬 전순서이므로 이는 항상 존재한다.)
위상 공간 {\displaystyle X}에 대하여, 다음 조건이 서로 동치이며, 이를 만족시키는 위상 공간을 제2 가산 공간이라고 한다.
- {\displaystyle \operatorname {wt} (X)\leq \aleph _{0}}
- {\displaystyle X}는 가산 기저를 갖는다.
- {\displaystyle X} 위의 임의의  기저 {\displaystyle {\mathcal {B}}\subseteq {\mathcal {P}}(X)}에 대하여, {\displaystyle {\mathcal {B}}'\subset {\mathcal {B}}}이며 기저를 이루는 가산 집합 {\displaystyle {\mathcal {B}}'}이 존재한다.

## 성질
모든 제2 가산 공간은 다음 성질들을 만족시킨다.
- 제1 가산 공간이다.
- 분해 가능 공간이다.
- 린델뢰프 공간이다.

증명:
{\displaystyle X}가 제2 가산 공간이며, {\displaystyle {\mathcal {B}}}가 {\displaystyle X} 위의 가산 기저라고 하자.
{\displaystyle X}는 제1 가산 공간. 임의의 {\displaystyle x\in X}에 대하여, {\displaystyle \{B\in {\mathcal {B}}\colon x\in B\}}는 {\displaystyle x} 위의 가산 국소 기저를 이룬다.
{\displaystyle X}는 분해 가능 공간. 임의의 {\displaystyle B\in {\mathcal {B}}}에서 한 점 {\displaystyle x_{B}\in B}를 골랐을 때, {\displaystyle \{x_{B}\colon B\in {\mathcal {B}}\}}는 {\displaystyle X}의 가산 조밀 집합이다.
{\displaystyle X}는 린델뢰프 공간. {\displaystyle X}의 열린 덮개 {\displaystyle {\mathcal {U}}}가 주어졌다고 하자. 이제,
{\displaystyle {\mathcal {S}}=\{B\in {\mathcal {B}}\colon \exists U\in {\mathcal {U}}\colon B\subseteq U\}}
라고 하고, 임의의 {\displaystyle B\in {\mathcal {S}}}에 대하여
{\displaystyle B\subseteq U_{B}}
인 {\displaystyle U_{B}\in {\mathcal {U}}}를 고르자. 이제, {\displaystyle \{U_{B}\colon B\in {\mathcal {S}}\}}가 {\displaystyle X}의 덮개임을 보이면 족하다. 임의의 {\displaystyle x\in X}가 주어졌다고 하자. {\displaystyle {\mathcal {U}}}가 덮개이므로,
{\displaystyle x\in U}
인 {\displaystyle U\in {\mathcal {U}}}가 존재하며,
{\displaystyle x\in B\subseteq U}
인 기저의 원소 {\displaystyle B\in {\mathcal {B}}}가 존재한다. 따라서 사실 {\displaystyle B\in {\mathcal {S}}}이며, 결국
{\displaystyle x\in U_{B}}
이다.
거리화 가능 공간 {\displaystyle M}에 대하여, 다음 성질들이 서로 동치이다.
- {\displaystyle M}은 제2 가산 공간이다.
- {\displaystyle M}은 분해 가능 공간이다.
- {\displaystyle M}은 린델뢰프 공간이다.

우리손 거리화 정리에 따르면, 모든 제2 가산 정칙 공간은 유사 거리화 가능 공간이며, 모든 제2 가산 정칙 하우스도르프 공간은 거리화 가능 공간이다.

### 연산에 대한 닫힘

#### 부분 공간
임의의 위상 공간 {\displaystyle X} 위의 기저 {\displaystyle {\mathcal {B}}} 및 부분 집합 {\displaystyle Y\subseteq X}에 대하여, {\displaystyle \{B\cap Y\colon B\in {\mathcal {B}}\}}는 {\displaystyle Y} 위의 기저를 이룬다. 따라서
{\displaystyle \operatorname {wt} (Y)\leq \operatorname {wt} (X)}
이다. 특히, 제2 가산 공간의 모든 부분 공간은 제2 가산 공간이다.

#### 몫공간
제2 가산 공간의 몫공간은 제2 가산 공간이 아닐 수 있다. 다만, 임의의 제2 가산 공간 {\displaystyle X} 및 열린집합 {\displaystyle U}에 대하여, 동치 관계
{\displaystyle x\sim y\iff x=y\lor x\in U\ni y}
를 주었을 때, 몫공간 {\displaystyle X/\sim =X/U}은 역시 제2 가산 공간이다.

#### 곱공간
임의의 곱공간
{\displaystyle X=\prod _{i\in I}X_{i}}
및 각 {\displaystyle X_{i}} 위의 기저 {\displaystyle {\mathcal {B}}_{i}\subseteq {\mathcal {P}}(X_{i})}에 대하여,
{\displaystyle \left\{\prod _{i\in I}B_{i}\colon B_{i}\in {\mathcal {B}}_{i},\;\{i\in I\colon B_{i}\neq X_{i}\}<\aleph _{0}\right\}}
는 {\displaystyle X} 위의 기저를 이룬다. 따라서
{\displaystyle \operatorname {wt} (X)\leq \sum _{J\subseteq I}^{J<\aleph _{0}}\prod _{i\in J}\operatorname {wt} (X_{i})\leq \max \left(\{\operatorname {wt} (X_{i})\colon i\in I\}\cup \{|I|,\aleph _{0}\}\right)}
이다. 특히, 가산 개의 제2 가산 공간들의 곱공간은 제2 가산 공간이며, 임의의 무한 기수 {\displaystyle \kappa }에 대하여 {\displaystyle \kappa }개 이하의, 무게가 {\displaystyle \kappa } 이하인 위상 공간들의 곱공간의 무게는 {\displaystyle \kappa } 이하이다.

#### 분리합집합
위상 공간들의 집합 {\displaystyle \{X_{i}\}_{i\in I}}의 분리합집합
{\displaystyle X=\bigsqcup _{i\in I}X_{i}}
의 무게는 각 성분들의 무게들의 합이다.
{\displaystyle \operatorname {wt} (X)=\sum _{i\in I}\operatorname {wt} (X_{i})}
따라서, 가산 개의 제2 가산 공간들의 분리합집합은 제2 가산 공간이다. 그러나 비가산 개의 위상 공간들의 분리합집합은 (위상 공간들이 공집합이 아니라면) 제2 가산 공간이 아니다.

### 크기 관련 성질
제2 가산 공간의 열린집합의 수는 {\displaystyle 2^{\aleph _{0}}} 이하이다.
제2 가산 공간 위의 임의의 기저는 가산 부분 기저를 갖는다.
증명:
제2 가산 공간 {\displaystyle X} 위의 임의의 기저 {\displaystyle {\mathcal {B}}}에 대하여, {\displaystyle {\mathcal {B}}'\subset {\mathcal {B}}}인 가산 기저 {\displaystyle {\mathcal {B}}'}을 찾으면 족하다. 제2 가산성에 의하여, {\displaystyle X} 위에는 가산 기저 {\displaystyle {\mathcal {D}}}가 존재한다.  {\displaystyle {\mathcal {B}}}가 기저이므로, 임의의 {\displaystyle D\in {\mathcal {D}}}에 대하여,
{\displaystyle D=\bigcup _{B\in {\mathcal {B}}_{D}}B}
인 {\displaystyle {\mathcal {B}}_{D}\subset {\mathcal {B}}}가 존재한다. {\displaystyle D}는 {\displaystyle X}의 부분 집합이므로 제2 가산 공간이며, 특히 린델뢰프 공간이다. 따라서,
{\displaystyle D=\bigcup _{B\in {\mathcal {B}}_{D}'}B}
인 가산 집합 {\displaystyle {\mathcal {B}}_{D}'\subset {\mathcal {B}}_{D}}가 존재한다. 이제,
{\displaystyle {\mathcal {B}}'=\bigcup _{D\in {\mathcal {D}}}{\mathcal {B}}_{D}'\subset {\mathcal {B}}}
는 {\displaystyle X} 위의 기저임을 쉽게 알 수 있다. 또한, {\displaystyle {\mathcal {D}}}와 모든 {\displaystyle {\mathcal {B}}_{D}'}가 가산 집합이므로 {\displaystyle {\mathcal {B}}'}는 가산 집합이다.

## 예
흔히 볼 수 있는 대부분의 공간들이 제2 가산 공간이다.
- 유클리드 공간 {\displaystyle \mathbb {R} ^{n}}
- 힐베르트 차원이 {\displaystyle \aleph _{0}} 이하인 힐베르트 공간
- 가산 개의 연결 성분을 갖는 다양체 (다양체 = 파라콤팩트 하우스도르프 국소 유클리드 공간)

### 이산 공간
이산 공간의 경우, 최소의 기저는 모든 가능한 한원소 집합들로 구성된다. 따라서, 이산 공간 {\displaystyle X}의 밀도는 그 집합의 크기와 같다.
{\displaystyle \operatorname {wt} (X)=|X|}
특히, 이산 공간이 제2 가산 공간인 것은 가산 집합인 것과 동치이다.

### 비이산 공간
비이산 공간 {\displaystyle X}의 경우, 최소의 기저는 (공집합이 아닐 경우) {\displaystyle \{X\}}이다. 따라서, 비이산 공간 {\displaystyle X}의 밀도는 다음과 같다.
{\displaystyle \operatorname {wt} (X)=\min\{1,|X|\}}
특히, 모든 비이산 공간은 제2 가산 공간이다.

### 제2 가산 공간이 아닌 제1 가산 공간
긴 직선은 T4 제1 가산 공간이지만, 제2 가산 공간이 아니다.

### 제1 가산 공간이 아닌, 제2 가산 공간의 몫공간
위상 공간
{\displaystyle X=[0,1]\cup [2,3]\cup [4,5]\cup \cdots }
의 몫공간
{\displaystyle X'={\frac {X}{\{0,2,4,\dots \}}}}
을 생각하자. {\displaystyle X}는 제2 가산 공간의 가산 개의 분리합집합이므로 제2 가산 공간이다. 그러나 {\displaystyle X'}은 {\displaystyle \{0,2,4,\dots \}}에서 국소 지표
{\displaystyle \chi (X',\{0,2,4,\dots \})=2^{\aleph _{0}}}
를 가지며, 따라서 제1 가산 공간도, 제2 가산 공간도 아니다.

## 참고 문헌
- Steen, Lynn Arthur; Seebach, J. Arthur, Jr. (1978). 《Counterexamples in topology》 (영어) 2판. Springer. doi:10.1007/978-1-4612-6290-9. ISBN 978-0-387-90312-5. MR 507446. Zbl 0386.54001.